# Pădurea Hagieni
Pădurea Hagieni este o rezervație naturală cu profil zoo-botanic în Podișul Negru Vodă, din județul Constanța. Are o suprafață de 431, 63 ha și se întinde pe teritoriul administrativ al orașului Mangalia și al comunelor Limanu și Albești. 
Importanța pădurii dominate de specii de stejar rezidă din faptul că este un loc de cuibărit pentru diverse specii de păsări.